# Comitatul Fei
Comitatul Fei sau Feixian intră sub jurisdicția Linyi⁠(d), în sudul provinciei Shandong.

## Diviziuni administrative
Din 2012, acest comitat este împărțit în 1 subdistrict, 9 orașe și 2 municipii.
Subdistricte
- Subdistrictul Feicheng (费城街道)

Orașe 
- Shangye (上冶镇)
- Xuezhuang (薛庄镇)
- Tanyi (探沂镇)
- Zhutian (朱田镇)
- Liangqiu (梁邱镇)
- Xinzhuang (新庄镇)
- Mazhuang (马庄镇)
- Huyang (胡阳镇)
- Shijing (石井镇)

Municipii
- Municipiul Datianzhuang (大田庄乡)
- Municipiul Nanzhangzhuang (南张庄乡)

## Clima
| Date climatice pentru Feixian (1991–2020 normals, extremes 1981–2010) | Date climatice pentru Feixian (1991–2020 normals, extremes 1981–2010) | Date climatice pentru Feixian (1991–2020 normals, extremes 1981–2010) | Date climatice pentru Feixian (1991–2020 normals, extremes 1981–2010) | Date climatice pentru Feixian (1991–2020 normals, extremes 1981–2010) | Date climatice pentru Feixian (1991–2020 normals, extremes 1981–2010) | Date climatice pentru Feixian (1991–2020 normals, extremes 1981–2010) | Date climatice pentru Feixian (1991–2020 normals, extremes 1981–2010) | Date climatice pentru Feixian (1991–2020 normals, extremes 1981–2010) | Date climatice pentru Feixian (1991–2020 normals, extremes 1981–2010) | Date climatice pentru Feixian (1991–2020 normals, extremes 1981–2010) | Date climatice pentru Feixian (1991–2020 normals, extremes 1981–2010) | Date climatice pentru Feixian (1991–2020 normals, extremes 1981–2010) | Date climatice pentru Feixian (1991–2020 normals, extremes 1981–2010) |
| Luna                                                                  | Ian                                                                   | Feb                                                                   | Mar                                                                   | Apr                                                                   | Mai                                                                   | Iun                                                                   | Iul                                                                   | Aug                                                                   | Sep                                                                   | Oct                                                                   | Nov                                                                   | Dec                                                                   | Anual                                                                 |
| --------------------------------------------------------------------- | --------------------------------------------------------------------- | --------------------------------------------------------------------- | --------------------------------------------------------------------- | --------------------------------------------------------------------- | --------------------------------------------------------------------- | --------------------------------------------------------------------- | --------------------------------------------------------------------- | --------------------------------------------------------------------- | --------------------------------------------------------------------- | --------------------------------------------------------------------- | --------------------------------------------------------------------- | --------------------------------------------------------------------- | --------------------------------------------------------------------- |
| Maxima medie °C (°F)                                                  | 5.0 (41)                                                              | 8.2 (46,8)                                                            | 14.3 (57,7)                                                           | 21.3 (70,3)                                                           | 26.7 (80,1)                                                           | 30.3 (86,5)                                                           | 31.3 (88,3)                                                           | 30.3 (86,5)                                                           | 26.8 (80,2)                                                           | 21.4 (70,5)                                                           | 13.7 (56,7)                                                           | 6.9 (44,4)                                                            | 19,68 (67,43)                                                         |
| Media zilnică °C (°F)                                                 | −0.3 (31,5)                                                           | 2.8 (37)                                                              | 8.4 (47,1)                                                            | 15.3 (59,5)                                                           | 20.9 (69,6)                                                           | 24.8 (76,6)                                                           | 26.8 (80,2)                                                           | 25.9 (78,6)                                                           | 21.6 (70,9)                                                           | 15.5 (59,9)                                                           | 8.2 (46,8)                                                            | 1.6 (34,9)                                                            | 14,29 (57,73)                                                         |
| Minima medie °C (°F)                                                  | −4.2 (24,4)                                                           | −1.6 (29,1)                                                           | 3.4 (38,1)                                                            | 9.8 (49,6)                                                            | 15.5 (59,9)                                                           | 20.0 (68)                                                             | 23.3 (73,9)                                                           | 22.5 (72,5)                                                           | 17.4 (63,3)                                                           | 10.8 (51,4)                                                           | 3.8 (38,8)                                                            | −2.3 (27,9)                                                           | 9,87 (49,76)                                                          |
| Minima istorică °C (°F)                                               | −16.6 (2,1)                                                           | −14.9 (5,2)                                                           | −10.3 (13,5)                                                          | −2.4 (27,7)                                                           | 3.8 (38,8)                                                            | 12.1 (53,8)                                                           | 16.4 (61,5)                                                           | 12.0 (53,6)                                                           | 6.9 (44,4)                                                            | −2.3 (27,9)                                                           | −9.6 (14,7)                                                           | −14.8 (5,4)                                                           | −16,6 (2,1)                                                           |
| Precipitații mm (inches)                                              | 12.6 (0.496)                                                          | 17.7 (0.697)                                                          | 21.2 (0.835)                                                          | 35.4 (1.394)                                                          | 66.6 (2.622)                                                          | 101.9 (4.012)                                                         | 215.7 (8.492)                                                         | 223.4 (8.795)                                                         | 60.9 (2.398)                                                          | 32.1 (1.264)                                                          | 30.7 (1.209)                                                          | 15.1 (0.594)                                                          | 833,3 (32,807)                                                        |
| Umiditate [%]                                                         | 61                                                                    | 58                                                                    | 54                                                                    | 55                                                                    | 59                                                                    | 65                                                                    | 78                                                                    | 79                                                                    | 73                                                                    | 68                                                                    | 66                                                                    | 63                                                                    | 64,9                                                                  |
| Nr. de zile cu precipitații (≥ 0.1 mm)                                | 3.4                                                                   | 4.2                                                                   | 4.6                                                                   | 6.1                                                                   | 7.7                                                                   | 8.3                                                                   | 13.3                                                                  | 12.3                                                                  | 7.3                                                                   | 5.6                                                                   | 5.1                                                                   | 3.7                                                                   | 81,6                                                                  |
| Nr. mediu de zile cu ninsoare                                         | 3.5                                                                   | 3.2                                                                   | 1.1                                                                   | 0.2                                                                   | 0                                                                     | 0                                                                     | 0                                                                     | 0                                                                     | 0                                                                     | 0                                                                     | 0.8                                                                   | 1.9                                                                   | 10,7                                                                  |
| Ore însorite                                                          | 157.6                                                                 | 154.4                                                                 | 200.4                                                                 | 219.5                                                                 | 235.9                                                                 | 199.3                                                                 | 173.9                                                                 | 175.6                                                                 | 180.4                                                                 | 184.9                                                                 | 160.9                                                                 | 159.8                                                                 | 2.202,6                                                               |
| Sursă: Administrația Meteorologică din China                          |                                                                       |                                                                       |                                                                       |                                                                       |                                                                       |                                                                       |                                                                       |                                                                       |                                                                       |                                                                       |                                                                       |                                                                       |                                                                       |